# Кригіна Ольга Володимирівна
Ольга Володимирівна Кригіна (нар. 2 червня 1982) — українська борчиня вільного стилю, бронзова призерка чемпіонату Європи.

## Життєпис
Боротьбою почала займатися з 1991 року. Перший тренер Валерій Дученко. У 2002 році здобула срібну медаль чемпіонату Європи серед юніорів.
Виступала за спортивні товариства ЦСКА Запоріжжя та «Спартак» Запоріжжя. З 2003 року тренувалася під керівництвом Анатолія Харитонюка.

## Спортивні результати на міжнародних змаганнях

### Виступи на Чемпіонатах Європи
| Змагання                         | Збірна  | Вагова категорія          | Місце  |
| -------------------------------- | ------- | ------------------------- | ------ |
| Чемпіонат Європи з боротьби 2003 | Україна | жіноча боротьба, до 59 кг | Бронза |
| Чемпіонат Європи з боротьби 2005 | Україна | жіноча боротьба, до 55 кг | 9      |

### Виступи на інших змаганнях
| Змагання                  | Збірна  | Вагова категорія          | Місце |
| ------------------------- | ------- | ------------------------- | ----- |
| Тестовий турнір FILA 2004 | Україна | жіноча боротьба, до 55 кг | 8     |

### Виступи на змаганнях молодших вікових груп
| Змагання                                       | Збірна  | Вагова категорія          | Місце  |
| ---------------------------------------------- | ------- | ------------------------- | ------ |
| Чемпіонат світу з боротьби серед кадетів 1999  | Україна | жіноча боротьба, до 49 кг | 4      |
| Чемпіонат Європи з боротьби серед юніорів 2002 | Україна | жіноча боротьба, до 54 кг | Срібло |